# کتاب جنگل (فیلم ۲۰۱۶)
کتاب جنگل (انگلیسی: The Jungle Book) یک فیلم ماجراجویی فانتزی آمریکایی به کارگردانی جان فاورو و نویسندگی جاستین مارکس است که بر اساس مجموعه داستان کتاب جنگل به قلم رودیارد کیپلینگ ساخته شده است. کتاب جنگل در تاریخ ۱۵ آوریل ۲۰۱۶ در ایالات متحده به نمایش درآمد.

## بازیگران
- بیل مری در نقش بالو
- بن کینگزلی در نقش باگیرا
- ادریس البا در نقش شیرخان
- اسکارلت جوهانسون در نقش کا
- لوپیتا نیونگو در نقش راکشا
- جانکارلو اسپوزیتو در نقش آکلا
- کریستوفر واکن در نقش شاه لویی

## داستان
موگلی پسری است که از بچگی در میان گله گرگ‌های جنگل بزرگ شده و جنگل را خانه اول و آخر خود می‌داند. اما وی توسط ببری که همه از او ترس دارند، تهدید شده که ببر توسط موگلی کشته خواهد شد.